# بطولة ويمبلدون 1900
قائمة ببطولات ويمبلدون لسنة 1900:

## فردي رجال
رينالد دوهيرتي هزم  سدني سميث. النتيجة: 6-8 6-3 6-1 6-2

## فردي سيدات
بلانش باجيلي هزمت  شارلت كوبر. النتيجة: 4-6, 6-4, 6-4